# Pumalverde
Pumalverde es la capital del municipio de Udías (Cantabria, España). En el año 2018 contaba con una población de 103 habitantes (INE). La localidad se encuentra a 181 metros de altitud sobre el nivel del mar, y a 50 kilómetros de la capital cántabra, Santander.